# HWorld
H🌍（エイチワールド）またはHWorldは、プログラミング言語の一つである。Hello, World!プログラムに特化しており、決められた文字列だけの出力命令と、終了命令しか存在しない。そのため、実用言語ではなく、難解プログラミング言語の一種に含まれる。

## 仕様
メモリなどは存在しない。H🌍の命令は以下の通りである。
| 命令 | 内容                 |
| ---- | -------------------- |
| h    | Hello!と表示         |
| hh   | Hello, Hello!と表示  |
| w    | World!と表示         |
| ww   | World, World!と表示  |
| hw   | Hello, World!と表示  |
| wh   | World, Hello!と表示  |
| q    | インタープリタを終了 |

それ以外の文字の場合は、その文字を出力するのみである(クワイン)。

## サンプルコード

### Hello, World!プログラム
以下のソースコードは、Hello, World!を出力するだけのプログラムである。

hw

### クワイン
h、w、q以外の文字はそれを出力するという性質を利用したもの。

THIS IS JUST A SIMPLE QUINE.